# وحدت موجود
وحدت موجود، تجلی خلقت در وحدت سنخی وجود و موجود، وحدت متکامل است.

## وحدت سنخی
مراد از وجود واحد، حقیقت وجود یعنی حقیقت طارد عدم است که واحد است به وحدت انبساطی و سنخی، و مقصود از موجود، واجد آن سنخ و حقیقت است، و منظور از وحدت موجود وحدت سنخی است، نه وحدت شخصی.

## وحدت وجودو موجود
ابن عربی از جمله کسانی است که به جد، طرفدار نظریه وحدت وجود و موجود است. توجیه وی از این مسئله این است که مقصود از
وحدت وجود، وحدت فردی و شخصی است و منظور از موجود، واجد حقیقت هستی.